# Voodoo Lady
Voodoo Lady är en låt av det amerikanska alternativ rockbandet Ween. Låten släpptes som den tredje och sista singeln från albumet Chocolate and Cheese släppt 1994. "Voodoo Lady" anses av många fans och kritiker att vara en av de bästa låtarna från albumet. Singeln nådde nummer 97 på topplistan i England, nummer 58 i Australien och nummer 32 i USA.
Det är en av Weens låtar som bandet gillar att spela mest på deras konserter. Bandet har spelat låten live över 400 gånger, och har spelats på ungefär halva av deras konserter.
Allmusic-kritikern Heather Phares tyckte att "Voodoo Lady" var en av de bästa låtarna från Chocolate and Cheese. Enligt Jason Josephes från Pitchfork är låten en klassiker.
"Voodoo Lady" är med i filmen Road Trip (2000).